# Saint-Mard (Aisne)
Saint-Mard – miejscowość i gmina we Francji, w regionie Hauts-de-France, w departamencie Aisne.
Według danych na styczeń 2014 roku gminę zamieszkiwało 117 osób, a gęstość zaludnienia wynosiła 24,9 osób/km².